# Takasa
A Takasa egy svájci együttes, akik Svájcot fogják képviselni a 2013-as Eurovíziós Dalfesztiválon Malmőben. Az együttes hat Üdvhadsereg-tagból áll.
A svájci közmédiát összetömörítő SF 2012. december 15-én rendezett nemzeti döntőjében a "You and Me" (magyarul: Te és én) című dalukkal, a kilencfős mezőnyben győztek, így elnyerték a címet, hogy képviseljék Svájcot a 2013-as Eurovíziós Dalfesztiválon Svédországban.
Az együttes eredeti neve Heilsarmee volt, azaz Üdvhadsereg, de az Eurovíziós Dalfesztivált szervező Európai Műsorsugárzók Uniója nem engedélyezte a keresztény hittérítő egyesület nevében való fellépést, így a zenekarnak nevet, illetve ruhát kellett cserélniük. 2013 márciusában jelentette be a Schweizer Fernsehen, hogy a hattagú formáció Takasa néven fog fellépni 2013. május 16-án, a 2013-as Eurovíziós Dalfesztivál második elődöntőjében. A takasa szó szuahéli nyelven azt jelenti, hogy tiszta, makulátlan.
Az Eurovíziós daluk, a You and Me a huszonegyedik helyen debütált a hivatalos svájci rádiós lejátszási listán.

## Diszkográfia
- You and Me (2012)

## Fordítás
- Ez a szócikk részben vagy egészben  a   Takasa című angol Wikipédia-szócikk fordításán alapul.  Az eredeti cikk szerkesztőit annak laptörténete sorolja fel. Ez a jelzés csupán a megfogalmazás eredetét és a szerzői jogokat jelzi, nem szolgál a cikkben szereplő információk forrásmegjelöléseként.

## Lásd még
- 2013-as Eurovíziós Dalfesztivál
- You and Me
- Svájc az Eurovíziós Dalfesztiválokon